# Georg Hindrichson

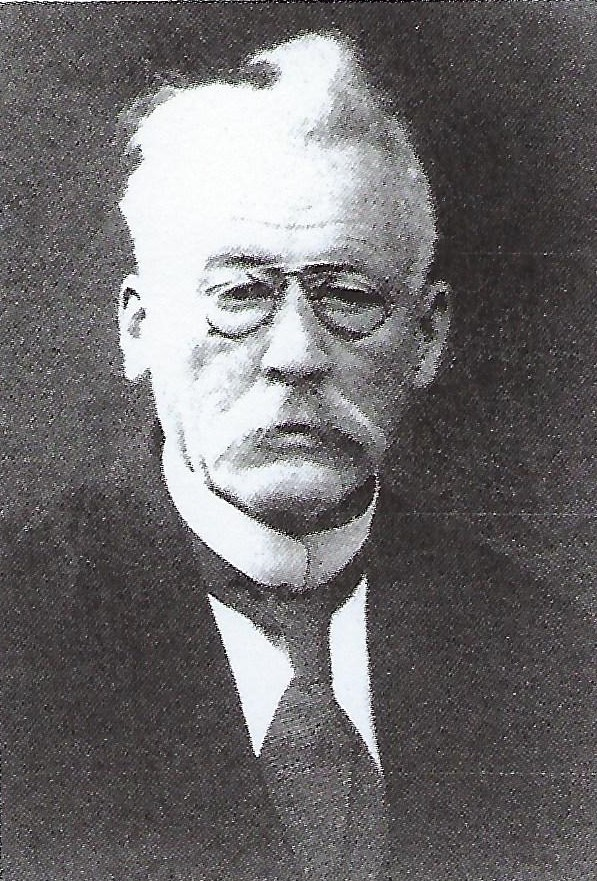
Georg Hindrichson

Georg Hindrichson (* 22. März 1854 in Bremerhaven; † 21. Mai 1945 in Cuxhaven) war ein deutscher Gymnasiallehrer und Heimatkundler.

## Leben
Hindrichsons Eltern waren ein Farbenhändler und die Tochter des Superintendenten in Ihlienworth. Die väterlichen Vorfahren stammten aus Schweden und waren seit 1700 im Bremer Schiffahrtsgewerbe tätig.
Er besuchte die Höhere Bürgerschule in Bremerhaven und das Alte Gymnasium Bremen. Nach dem Abitur studierte er an der Eberhard-Karls-Universität Geschichte, Geographie und neuere Sprachen. 1872 wurde er im Corps Borussia Tübingen recipiert. Als Inaktiver wechselte er an die Georg-August-Universität Göttingen und die Christian-Albrechts-Universität zu Kiel. Zwischenzeitlich genügte er in Bremerhaven bei der Preußischen Armee seiner Militärpflicht. Nachdem er in Kiel das Examen pro facultate docendi bestanden hatte, unterrichtete er als wissenschaftlicher Hilfslehrer erst an der staatlichen Höheren Bürgerschule zu Lübeck, dann an Hamburger Privatschulen. Er wurde zum Dr. phil. promoviert und leistete das Probejahr an der Gelehrtenschule des Johanneums in Hamburg ab. Dort machte ihn unter anderem der Oberstudiendirektor Ernst Rautenberg mit der Archäologie des Amtes Ritzebüttel vertraut. Ab 1. Oktober 1887 war er in Hamburg als ordentlicher Lehrer an der Realschule vor dem Lübecker Tor angestellt. Ostern 1892 wurde er als Oberlehrer an die reorganisierte Höhere Staatsschule in Cuxhaven – das nachmalige Amandus-Abendroth-Gymnasium – versetzt. Neben den schulischen Aufgaben widmete er sich der Archäologie und Geschichte der Gegend. Es gelang ihm, diese Bereiche in den Schulunterricht einzubringen und einem breiteren Publikum zu vermitteln. Stützen konnte er sich dabei auf die vor- und kulturgeschichtliche Sammlung, die der Amtsrichter Adolph Reinecke 1892 der Schule übertragen hatte. Mit ihrer Betreuung beauftragt, erweiterte Hindrichson sie durch Funde aus eigenen Ausgrabungen. In Cuxhaven unterrichtete er bis zur Pensionierung. Seine zahlreichen Forschungen veröffentlichte er nur in geringem Umfang. Ein Teil fand Eingang in die Bücher seiner Frau, der Heimatschriftstellerin Anna geb. Havighorst alias Anna Gerhard. Von 1919 bis 1931 wohnte er in Clausthal. Mit Hermann Allmers bekannt, wurde er ein frühes Mitglied der Männer vom Morgenstern, die ihn 1934 zum Ehrenmitglied wählten.

## Veröffentlichungen
- Zur geographischen Lage des älteren Hamburg. Hamburg 1889.[6]
- Hundert Zahlen zur Deutschen Geschichte. Itzehoe 1889.
- Brockes und das Amt Ritzebüttel. 1735–1741, 1. Teil. Cuxhaven 1897.[7]
- Brockes und das Amt Ritzebüttel. 1735–1741, 2. Teil. Cuxhaven 1898.[7]
- Brockes und das Amt Ritzebüttel. 1735–1741, 3. Teil. Cuxhaven 1899.[7]
- Das Einkunftsregister des Hauses Ritzebüttel aus dem Jahre 1577. Cuxhaven 1905.[7]
- Henrich Stanges Einkunftsregister des Hauses Ritzebüttel aus dem Jahre 1577. Cuxhaven 1907.[7]